# アドラステイア
アドラステイア（古希: Ἀδράστειαはギリシア神話の女神。同名の女神が2柱いる。

## ゼウスとアナンケーの娘
ゼウスとアナンケーの娘。その名前は「逃れ得べからざる女」の意味であり、ネメシスの別名とされた。

## メリッセウスの娘
クレーテー島の精霊であるメリッセウスの娘（ニュンペー）。姉妹のイーデーとともに乳児期のゼウスを育てた。